# پروسا کاناوزه
پروسا کاناوزه (به ایتالیایی: Perosa Canavese) یک کومونه در ایتالیا است که در استان تورین واقع شده‌است. پروسا کاناوزه ۵٫۰ کیلومتر مربع مساحت و ۵۷۸ نفر جمعیت دارد و ۲۶۵ متر بالاتر از سطح دریا واقع شده‌است.